# 斯普林瓦利鎮區 (愛荷華州莫諾納縣)
斯普林瓦利鎮區（英語：Spring Valley Township）是位於美國愛荷華州莫諾納縣的一個行政鎮區。

## 地方資料
根據2010年美國人口普查的數據，斯普林瓦利鎮區的面積為92.79平方千米，當中陸地面積為92.69平方千米，而水域面積為0.10平方千米。當地共有人口402人，而人口密度為每平方千米4.33人。